# Baronía de San Petrillo
La Baronía de San Petrillo es un título nobiliario español que tiene su origen en el vínculo creado, previa Real Facultad, del rey Felipe IV en 1627, a favor de Rodrigo de Borja Llanzol de Romaní y Olivera.
El Título fue rehabilitado en 1919 por el rey Alfonso XIII, a favor de María Vicenta Gómez de Barrera y Salvador, como X baronesa de San Petrillo.

## Barones de San Petrillo
|                                 | Titular                                             | Periodo                |
| Creación por Felipe IV          | Creación por Felipe IV                              | Creación por Felipe IV |
| ------------------------------- | --------------------------------------------------- | ---------------------- |
| I                               | Rodrigo de Borja Llanzol de Romaní y Olivera        | 1627-                  |
| II                              | José de Borja Llanzol de Romaní y Mascarell         |                        |
| III                             | María Josefa de Borja Llanzol de Romaní y Mascarell |                        |
| IV                              | José Juan Rivera y Borja Llanzol de Romaní          |                        |
| V                               | Antonio Ribera y Scorcia                            |                        |
| .                               | .                                                   |                        |
| Rehabilitación por Alfonso XIII |                                                     |                        |
| X                               | María Vicenta Gómez de Barreda y Salvador           | 1919-1952              |
| XI                              | José Caruana y Gómez de Barreda                     | 1955-1985              |
| XII                             | José Alfonso Caruana Velázquez                      | 1986-actual titular    |

## Historia de los Barones de San Petrillo
- Rodrigo de Borja Llanzol de Romaní y Olivera, I barón de San Petrillo. Le sucedió su hijo:

- José de Borja Llanzol de Romaní y Mascarell, II barón de San Petrillo. Le sucedió su hermana:

- María Josefa deBorja Llanzol de Romaní y Mascarell, III baronesa de San Petrillo. Le sucedió su hijo:

- José Juan Rivera y Borja Llanzol de Romaní, IV barón de San Petrillo. Le sucedió su hijo:

- Antonio Ribera y Scorcia, V barón de San Petrillo.

Rehabilitado en 1919 por:
- María Vicenta Gómez de Barreda y Salvador (f. en 1962), X baronesa de San Petrillo.

1. Casó con José Caruana y Reig. Le sucedió, en 1955, su hijo:

- José Caruana y Gómez de Barreda (f. en 1985), XI barón de San Petrillo. General de Caballería.

1. Casó con Ethelvina Velázquez y Stuyck, VIII marquesa de Villamayor de Santiago. Le sucedió su hijo:

- José Alfonso Caruana  Velázquez (n. en 1934), XII barón de San Petrillo, IX marqués de Villamayor de Santiago.